# Großer Mückenkopf
Der Große Mückenkopf ist ein Berg im Pfälzerwald.

## Geographie

### Lage
Der Berg befindet sich überwiegend im äußersten Norden der Gemarkung der Ortsgemeinde Fischbach bei Dahn, weit abgelegen von deren Siedlungsgebiet. Lediglich die Nordostflanke liegt auf Gemarkung der Stadt Dahn. In unmittelbarer östlicher Nachbarschaft, ebenfalls auf Dahner Gemarkung, befindet sich der Kleine Mückenkopf, nordöstlich der 453,1 Meter hohe Kaletschkopf und nordwestlich auf Gemarkung der Ortsgemeinde Lemberg der 463,4 Meter hohe Braunsberg. An seinem Nordwesthang entspringt der Fischbach.

### Naturräumliche Zuordnung
Zusammenfassend folgt die naturräumliche Zuordnung des Großen Mückenkopfes folgender Systematik:
- Großregion 1. Ordnung: Schichtstufenland beiderseits des Oberrheingrabens
- Großregion 2. Ordnung: Pfälzisch-Saarländisches Schichtstufenland
- Großregion 3. Ordnung: Pfälzerwald
- Region 4. Ordnung (Haupteinheit): Wasgau
- Region 5. Ordnung: Südwestlicher Pfälzerwald

## Charakteristika
Beim Großen Mückenkopf handelt es sich um einen Kegelberg. Er ist vollständig bewaldet.

## Infrastruktur
Auf dem Berg befindet sich die ehemalige Feuerleitstelle einer NIKE-Flugabwehrstellung der United States Army. Der Gipfel ist auf einer ehemaligen Militärstraße von Dahn aus leicht erreichbar.

## Tourismus
Entlang der Westflanke des Bergs verläuft mit der Biosphärentour ein Radweg. An seiner Nordostflanke im Sattel zum Kaletschkopf befindet sich der Ritterstein 205, der auf die Quelle des Moosbach hinweist.